# Al Voss
Alain Voss (* 1946; † 13. Mai 2011 in Lissabon, Portugal) war ein französischer Comiczeichner und Illustrator.

## Leben
Alain Voss verbrachte seine Kindheit und Jugend in Brasilien, wo er bereits als Illustrator und Comiczeichner tätig war. 1972 kam er als Flüchtling vor dem Regime nach Frankreich. Hier kam er zum Magazin Métal hurlant, wo er diverse Comic-Parodien sowie fünf Alben (darunter Heilman und Kar War) beim Verlag Les Humanoïdes Associés veröffentlichte. 1981 zog er wieder nach Brasilien zurück, wo er überwiegend als Illustrator tätig war. Die letzten Jahre verbrachte er in Portugal.